# 曾重郎
曾重郎（1929年2月—2021年12月12日），男，汉族，台湾新竹人，中华人民共和国政治人物，曾任中华全国台湾同胞联谊会副会长，湖北省政协副主席，第八、九届全国政协委员。

## 生平
2021年12月12日，在武汉逝世，享年92岁。